# Ḥabasha
Habasha (in arabo ﺣﺒﺸـة‎?, Ḥabasha) è il toponimo usato dai musulmani fin dal VII secolo per indicare l'Etiopia, il cui Negus (in arabo Najāshī) aveva accordato ospitalità al gruppo di transfughi della Piccola Egira.
Il termine sopravvisse per secoli, originando in varie lingue europee (tra cui l'Italiano) il sostantivo Abissinia, adottato dalle popolazioni indigene che avevano abbracciato la religione islamica: Afar, Sidama, Oromo e Guraghé.
Attualmente l'espressione al-Islām al-Najāshī, usata da molti musulmani etiopici, fa riferimento alla leggenda che vorrebbe la conversione all'Islam del Negus che ospitò i musulmani fuggiti da La Mecca. Vari musulmani d'Etiopia vorrebbero di conseguenza che si considerasse Dār al-Islām il proprio Paese, sfuggendo al grave imbarazzo di considerarlo invece Dār al-ḥarb, con tutte le conseguenze (anche giuridiche) che deriverebbero a una comunità musulmana soggetta al cristianesimo.